# 前111年
| 千纪： | 前1千纪 |
| 世纪： | 前3世纪 \| 前2世纪 \| 前1世纪                                                                                         |
| 年代： | 前140年代 \| 前130年代 \| 前120年代 \| 前110年代 \| 前100年代 \| 前90年代 \| 前80年代                                 |
| 年份： | 前116年 \| 前115年 \| 前114年 \| 前113年 \| 前112年 \| 前111年 \| 前110年 \| 前109年 \| 前108年 \| 前107年 \| 前106年 |
| 纪年： | 西汉元鼎六年 |

## 大事记
- 中国
  - 漢朝在原南越國地方設交趾刺史部，是漢代十三刺史部之一，也是漢朝最南部疆域。交州設有南海郡、蒼梧郡、鬱林郡、合浦郡、交阯郡、九真郡、日南郡、珠崖郡、儋耳郡共九個郡。
  - 自秋季至冬季，西漢滅閩越（漢平東越之戰）。
  - 於河西走廊設置敦煌郡，與酒泉、張掖、武威合稱河西四郡。
- 羅馬共和國
  - 因努米底亞西部國王朱古達在統一整個努米底亞的過程中殺死了當地所有來自義大利的商人和放高利貸者，羅馬共和國在平民派的強力要求下向朱古達宣戰，是為朱古達戰爭。